# Bandhallgerät

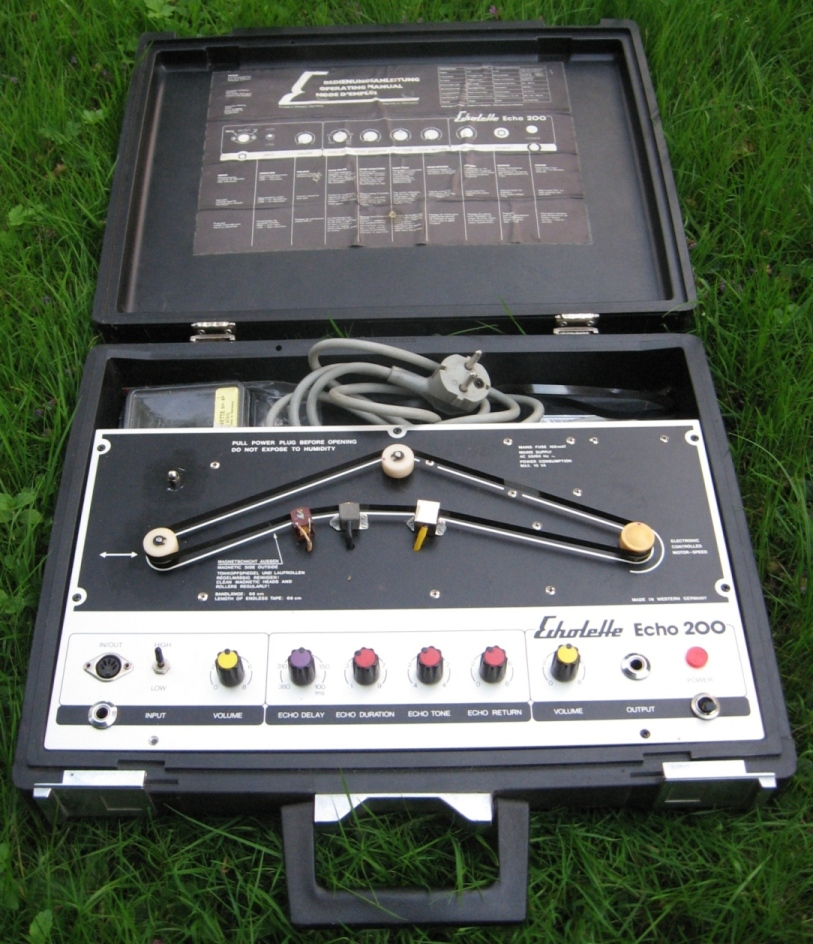
Das Bandhallgerät Echo 200 von Echolette

Ein Bandhallgerät (manchmal auch Bandecho) ist ein elektroakustisches Hallgerät. Bandhallgeräte sind durch die Entwicklung im Bereich der Mikroelektronik und dem Aufkommen digitaler Delays als historisch einzustufen.
Ein Bandhallgerät besteht aus einem endlosen Magnetband und zugehörigem Sprech- und Hörkopf.
Das Audiosignal wird über den Sprechkopf auf das Magnetband aufgenommen. Je nach Geschwindigkeit des Magnetbandes kommt das Signal kurze Zeit später am Hörkopf vorbei und wird wiedergegeben.
Mittels der Geschwindigkeit des Magnetbandes kann die Verzögerungszeit (Delay) eingestellt werden. Manche Bandhallgeräte verfügen über mehrere zuschaltbare Köpfe, so dass mehrere Echos erzeugt werden können. Über diverse Regler kann die Intensität des Nachhalls eingestellt werden. Außerdem kann ein Kopf als variabler Löschkopf eingestellt werden, so dass das Signal nach dem Durchlauf ganz oder teilweise gelöscht oder mit neuen Signalen überlagert werden kann.

## Vor- und Nachteile des Bandhallgeräts
Der Vorteil des Geräts ist die für die damalige Zeit kleine Baugröße bzw. die Möglichkeit, mit moderatem Aufwand einen Hall- bzw. Echoeffekt zu erzeugen.
Die Nachteile des Geräts sind mechanischer Verschleiß (Antrieb des Magnetbandes, Sprech- und Hörköpfe) sowie die Beanspruchung bzw. der Verschleiß des Magnetbandes. Außerdem muss das Magnetband sehr gleichmäßig laufen, um keinen „eiernden“ Klang zu erzeugen. Das Magnetband fügt dem Signal abhängig von der Bandgeschwindigkeit unerwünschtes Rauschen hinzu.

## Beispielgeräte
- NG 51, Echo 200 (Echolette; siehe Weblink)
- Echocord Mini (Dynacord)